# 龙孔镇 (岳池县)
龙孔镇，是中华人民共和国四川省广安市岳池县下辖的一个乡镇级行政单位。2019年12月，撤销排楼乡，将其所属行政区域划归龙孔镇管辖。

## 行政区划
龙孔镇下辖以下地区：
来龙社区、金龙村、黑塘村、杨家湾村、文家沟村、金虎桥村、杨拱桥村、紫极观村、柏林湾村、银虎村、庆龙寨村、艾家场村、曙光村、龙岩村、武圣宫村、皇姑庵村、摇钱碑村、转山村、雷峰寨村、三层堂村、新观村、洞庭罐村、王家庙村和冯家坝村。